# Goudflankzanger
De goudflankzanger (Myiothlypis leucophrys; synoniem: Basileuterus leucophrys) is een zangvogel uit de familie Parulidae (Amerikaanse zangers).

## Verspreiding en leefgebied
Deze soort is endemisch in het zuidelijke deel van Centraal-Brazilië.